# NTTデータ・イントラマート
株式会社エヌ・ティ・ティ・データ・イントラマート（NTTデータ・イントラマート、英: NTT DATA INTRAMART CORPORATION）は、東京都港区に本社を置く、NTTデータグループのパッケージソフトウェアメーカー。

## 概要
事業内容は、自社パッケージ製品・intra-mart（イントラマート）の販売、開発、保守サービス、教育及び運用である。全国にある200社以上の特約店パートナー（セールスパートナー）を通じて販売される。

## 沿革
- 1998年2月 - 株式会社NTTデータの社内ベンチャープロジェクトとして発足
- 2000年2月 - 東京都港区に株式会社エヌ・ティ・ティ・データ・イントラマート（NTTデータ・イントラマート）を設立
- 2007年6月 - 東証マザーズに株式を上場
- 2007年7月 - 本社を東京都港区赤坂2-17-22 赤坂ツインタワー本館3階に移転
- 2014年3月 - 本社を東京都港区赤坂4-15-1 赤坂ガーデンシティ5階に移転
- 2018年8月 - 市場選択により、東京証券取引所第二部へ指定変更[1]

## 事業所
- 本社

東京都港区赤坂4-15-1 赤坂ガーデンシティ4階、5階
- 名古屋営業所

愛知県名古屋市中区栄2丁目1-1 日土地名古屋ビル4F
- 関西営業所

大阪市北区堂島3-1-21 NTTデータ堂島ビル2F
- 香港事務所  Unit C, 19/F., 169 Electric Road, North Point, Hong Kong SAR

## 関連会社
- 株式会社NTTデータ・イントラマートCSI（略称: IM-CSI）
- 恩梯梯数据英特玛软件系统（上海）有限公司（NTTデータイントラマートソフトウェア系統 (上海) 有限公司）